# Baurubatrachus pricei
Baurubatrachus pricei é uma espécie fóssil de uma rã encontrada no bairro de Peirópolis, na cidade mineira de Uberaba.